# Frontière entre le Kenya et l'Ouganda
La frontière entre l'Ouganda et le Kenya est la frontière séparant l'Ouganda et le Kenya.

## Tracé
Longue de 933 km, la frontière est grossièrement orientée du nord au sud, avec l'Ouganda à l'ouest et le Kenya à l'est. Elle relie deux tripoints : au nord, celui où se rejoignent les deux pays et le Soudan du Sud (4° 13′ 00″ N, 34° 00′ 00″ E
), et au sud, celui où les deux pays rejoignent la Tanzanie (1° 00′ 00″ S, 33° 55′ 00″ E
). Ce dernier se trouve dans le lac Victoria.
Il existe des points de passage à Busia et à Malaba.

## Histoire
Une brève crise oppose les deux pays en décembre 1987 concernant le transport de marchandises ougandaises à travers la frontière. Celle-ci est brièvement fermée par les autorités kényanes. Des incidents auraient causé la mort de 15 Ougandais avant qu'une rencontre entre les présidents Daniel arap Moi et Yoweri Museveni à Malaba ne permette l'élaboration de mesures pour mettre un terme à la crise et rouvrir la frontière.
Migingo, une île du lac Victoria, est au cœur d'une querelle entre les deux pays en 2008-2009. Considérée comme kényane depuis 1926, elle est néanmoins revendiquée par l'Ouganda afin de profiter des lucratifs droits de pêche associés. Cette querelle est tranchée en faveur du Kenya.